# ピアノのための7つのフーガ
ピアノのための7つのフーガは、エドヴァルド・グリーグが作曲した最初期のピアノ曲。

## 概要
グリーグはライプツィヒ音楽院で学んだが、そうなるきっかけを作ったのは、ベルゲン出身の作曲家でヴァイオリニストだったオーレ・ブルであった。1858年の夏、グリーグ家に訪問していたブルは、グリーグのピアノ演奏を聴いて、ライプツィヒ音楽院に留学させるよう両親を説得し、ようやく10月6日にグリーグは音楽院に入学した。入学後はピアノをルイ・プレディ、継いでE.F.ヴェンツェル、さらにモシェレスに、和声法と対位法をE.F.リヒター、R.パッペリツ、M.ハウプトマンらに師事し、音楽院最後の年である1862年にはライネッケに作曲の指導を受けた。
この7つのフーガは、1861年から翌年にかけて書かれたと思われ、おそらく対位法の勉強として書かれたと伝えられる。手稿譜が近年になって発見されたことから、グリーグの作品表にはほとんど載っていない作品である。

## 構成
7つのフーガからなっている。演奏時間は約11分。
- 第1曲 2声のフーガ ハ短調
- 第2曲 2声のフーガ ハ長調
- 第3曲 3声のフーガ ニ長調
- 第4曲 3声のフーガ イ短調
- 第5曲 4声のフーガ ト短調
- 第6曲 3声のフーガ ハ長調
- 第7曲 二重フーガ ト短調